# Гексафторогерманат цезия
Гексафторогерманат цезия — неорганическое соединение, комплексный фторид металлов германия и цезия с формулой Cs2[GeF6], бесцветные кристаллы, растворимые в воде.

## Получение
- Растворение фторида цезия и оксида германия(IV) в плавиковой кислоте:

{\displaystyle {\mathsf {2CsF+GeO_{2}+4HF\ {\xrightarrow {}}\ Cs_{2}[GeF_{6}]+2H_{2}O}}}

## Физические свойства
Гексафторогерманат цезия образует бесцветные кристаллы кубической сингонии, пространственная группа F m3m, параметры ячейки a = 0,9009 нм, Z = 4.